# Frans I van Liechtenstein
Frans de Paula Maria Karel August (Slot Liechtenstein, 28 augustus 1853 - Feldsberg, 25 juli 1938) was van 1929 tot 1938 vorst van Liechtenstein. Hij was de tweede zoon van vorst Alois II en jongere broer van Johannes II.
Hij studeerde Rechten aan de universiteiten van Wenen en Praag en ging vervolgens het leger in. Van 1879 tot 1882 werkte hij als provisorisch attaché bij het Oostenrijks-Hongaarse gezantschap te Brussel en tussen 1894 en 1898 was hij keizerlijk ambassadeur te Sint-Petersburg. Uit deze functie ontstond een intensivering van het wetenschappelijke contact tussen Oostenrijk en Rusland. Hij was sterk geïnteresseerd in geschiedenis, stond aan het hoofd van meerdere vakverenigingen en werkte mee aan enige reeksen publicaties.
Frans de Paula volgde op 11 februari 1929 zijn kinderloos gestorven broer - wiens belangen hij al eerder had behartigd - als Frans I op als vorst van Liechtenstein. Hij was de eerste Liechtensteinse vorst die geregeld in zijn vorstendom vertoefde.
Op 22 juli 1929 trad hij in het huwelijk met de 54-jarige Elisabeth von Gutmann (hij was toen zelf al 75). Daar dit huwelijk kinderloos bleef, wees hij op 30 maart 1938 zijn achterneef Frans Jozef, kleinzoon van zijn zus Henriette, als regent aan. Deze volgde hem na zijn dood op 25 juli van dat jaar als Frans Jozef II op.
Karel I · Karel Eusebius · Hans Adam I · Jozef Wenceslaus · Anton Florian · Jozef Johan Adam · Jozef Wenceslaus · Johan Nepomuk Karel · Jozef Wenceslaus · Frans Jozef I · Alois I · Johannes I Jozef · Alois II · Johannes II · Frans I · Frans Jozef II · Hans Adam II
- Gemeinsame Normdatei: 119497638
- Historisch woordenboek van Zwitserland: 021121
- International Standard Name Identifier: 0000 0000 6160 8643
- Library of Congress Control Number: no2008033032
- Nationale Bibliotheek van Tsjechië: mzk2005299205
- Système universitaire de documentation: 12872692X
- Virtual International Authority File: 84633750
- WorldCat: E39PBJbWqYbRf9x4xX9JRX9v73